# Cor de Nobel
Cornelis Adrianus (Cor) de Nobel  (Brunssum, 8 april 1929 - Groningen, 22 november 2012) was een Nederlands beeldend kunstenaar, actief als tekenaar, schilder, decoratieschilder, en galeriehouder. In Dordrecht bood hij van 1957 tot 1962 met zijn Galerie .31 een platform voor de Nederlandse informele kunst. Later runde hij in Groningen stad de designgalerie Punt-Gaaf.

## Levensloop
Na de oorlog studeerde Cor de Nobel aan de avondopleiding van de Academie voor Beeldende Kunsten in Rotterdam. Door zijn vriendschap met Bouke Ylstra verhuisde hij in 1956 naar Dordrecht. In 1957 begon hij aldaar Galerie .31, een de expositieruimte voor non-figuratieve of informele kunst.
De Galerie .31 bood een podium voor de Nederlandse Informele kunstenaars als Armando, Kees van Bohemen, Henk Peeters, Jan Schoonhoven en Fred Sieger. Met deze groep exposeerde De Nobel zijn eigen werk ook verder in Nederland, o.a. in Leiden en Nijmegen.
In 1962 vertrok De Nobel uit Dordrecht, en kwam via Zeist en Raalte in Den Horn (Groningen) waar in 1975 zijn vrouw overleed en daarna in Groningen. Aldaar runde hij van 1985 tot 1995 de galerie in toegepaste kunst Punt-Gaaf. In de hele periode van zijn vertrek uit Dordrecht tot de sluiting van de toegepaste kunst galerie maakte hij geen vrij werk. Vanaf 1995 begon hij daar weer mee. Cor heeft tot aan zijn dood in 2012 getekent met inkt en rotringpen en kleurpotlood waaronder heel groot werk

## Expositie, een selectie
- 1957. 't Venster, Rotterdam[7]
- 1961. 't Venster, Rotterdam[8]
- 1980. Café-galerie Het Lokaal, Groningen.[9]
- 1986. Galerie Biemolds Belang, Groningen.[4]
- 1990. Expositie over Galerie .31, Centrum Beeldende Kunst in Groningen.[3]
- 2009. ART Amsterdam bij kunstruimte Wagemans.[10]

## Publicaties, een selectie
- Cor de Nobel, Hedy Buursma, Cor de Nobel: punten en lijnen, 2009.
- Otto Egberts. Eigen weg: collectie Gerhard en Mariet Roetgering, 2010 met essays van Otto Egberts, Cor de Nobel, Tom Roetgering, Fred Wagemans en Diana Wind.